# Julius Jacob von Haynau
Báró  Julius Jacob von Haynau  (Kassel, Hessen-Kassel Tartománygrófság, 1786. október 14. – Bécs, 1853. március 14.) császári-királyi táborszernagy (k.k. Feldzeugmeister), Szatmár vármegyében gazdálkodó földbirtokos. Neve Európa-szerte hírhedtté vált, miután 1849. március 31-én a lombardiai Bresciában osztrák seregek háta mögött kitört felkelést kíméletlenül vérbe fojtotta, ekkor ragadt rá a „Bresciai hiéna” gúnynév. Később a magyarországi forradalom és szabadságharc megtorlásában játszott szerepéért „véreskezű hóhérként” tekint rá a magyar történelem.
1849-ben a bécsi kormány teljhatalmú megbízottjaként végzett „rendcsinálása” során több mint száz embert végeztek ki, köztük Batthyány Lajost, az aradi vértanúkat, Csány Lászlót és Kazinczy Lajost. A megtorlásokat követő nemzetközi tiltakozások eredményeként az uralkodó 1850. július 8-án visszavonta megbízatását és a szolgálataiért kapott fizetségből földbirtokot vásárolt magának Magyarországon.

## Élete

### Származása
Haynau anyja, Rosa (Rebecca) Wilhelmine Dorothea Ritter (1759–1833) 1759-ben vagy 1764-ben Johann Georg Ritter gyógyszerész és Maria Magdalena Witz gyermekeként, a svájci Bielben látta meg a napvilágot. Rebecca nem tudni pontosan, mikor találkozott először IX. Vilmos hessen-kasseli tartománygróffal (1743–1821), de 1779–1786 között hét gyermeke született tőle, öt fiú és két leány. A gyermekek közül a legfiatalabb a kis Julius Jacob volt.
Vilmos tartománygróf – 1803-tól Hessen választófejedelme – 1764 óta törvényes házasságban élt Vilma Karolina dán királyi hercegnővel (1747–1820), V. Frigyes dán király leányával, de mellette több házasságon kívüli kapcsolatot is fenntartott. A Rosa Dorothea Ritterrel folytatott viszonyból  született hét gyermeket apjuk törvényesnek ismerte el, és rájuk hagyományozta a von Haynau bárói rangot. Az apa kérelmére II. József császár az anyát Lindenthal bárónőjévé (Freifrau von Lindenthal) emelte.:

### Házassága
Julius Jacob von Haynau 1808. október 11-én feleségül vette Theresia Weber von Treuenfels nemes kisasszonyt (1787–1851), az 1809-es asperni csatában elesett Franz Johann Weber von Treuenfels altábornagy leányát, akitől egy leánygyermeke született, Clotilde von Haynau (1809–1897).

### Katonai pályája 1848-ig

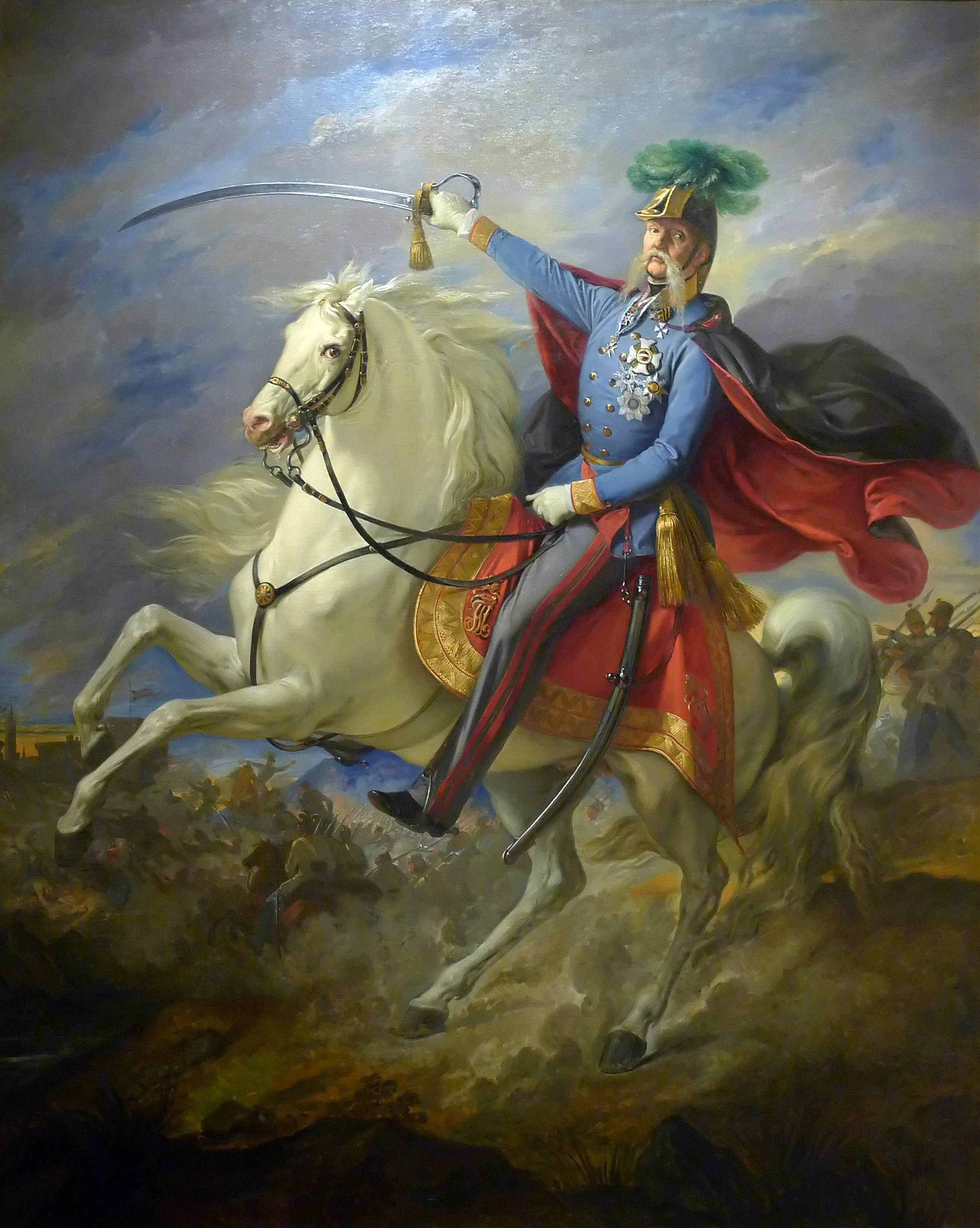
Giuseppe Bezzoli festménye Haynauról, a hadvezérről, Hadtörténeti Múzeum, Bécs

Tapasztalt katonatiszt volt, akinek katonai pályafutása 1801-ben kezdődött a Habsburg császári hadseregben. Itt kitűnt kiváló képességeivel és lenyűgöző harci képességeivel. Részt vett a napóleoni háborúkban. Elter Tamás történész szerint féktelen gyűlöletet érzett a forradalmárok iránt, de tetteinek oka nem tudható. Korán elhíresült kegyetlenségéről, erőszakosságát meg sem kísérelte irányítani.

### Az itáliai forradalmak ellen
1848-ban a temesvári helyőrség parancsnokaként többször kikelt a Batthyány-kormány ellen. Ezért áthelyezték Itáliába, ahol az olasz szabadságharcosok elleni kegyetlenkedéseiről nevezték el „bresciai hiénának”. 1849 áprilisában leverte az osztrák önkényuralom ellen föllázadt Bresciát. A város elfoglalása után brutálisan üldözte a felkelés résztvevőit. Azokat a férfiakat, akik a kórházakban fekvő sebesült osztrák katonákat lemészárolták vagy feladták a forradalmároknak, Haynau kivégeztette, a nők egy részét pedig nyilvánosan megvesszőztette. Mintegy 1000 polgárt öltek meg a csata során. A hősies ellenállás miatt Brescia városa a Leonessa d'Italia nevet kapta. A nemzetközi közvélemény felháborodott, Joseph Wenzel Radetzky, az itáliai császári-királyi haderő főparancsnoka természetesen ismételten levélben köszönte meg a határozott fellépést.

### A magyar szabadságharc ellen
Itáliai működése után rábízták a magyarországi felkelés leverését és a megtorlást is. 1849. május 30-án őt nevezték ki Ludwig von Welden császári és királyi táborszernagy helyére az Itálián kívüli császári haderők főparancsnokává. Amikor Welden megtudta, hogy Schwarzenberg utasította Radetzkyt, rendelje Pozsonyba Haynaut azért, hogy az ő segédtisztjévé nevezzék ki, május 30-án inkább lemondott.
Miután a cári intervenciós hadsereg elleni harc lekötötte a magyar honvédsereg erejének jelentős részét, Haynau több nagy csatában győzött a magyar Honvédség főerői felett, döntő győzelmét az 1849. augusztus 9-i temesvári csatában, a szabadságharc legnagyobb ütközetében aratta, mely a magyar főerők megsemmisítő vereségével végződött. A temesvári vereség következtében a Honvédség a szabadságharc továbbfolytatására alkalmatlanná vált. Görgei Artúr világosi fegyverletételének helyét és idejét is az indokolta, hogy nem Haynaunak akarta magát megadni.

### Az ellenforradalmi megtorlás és megfélemlítés főalakja

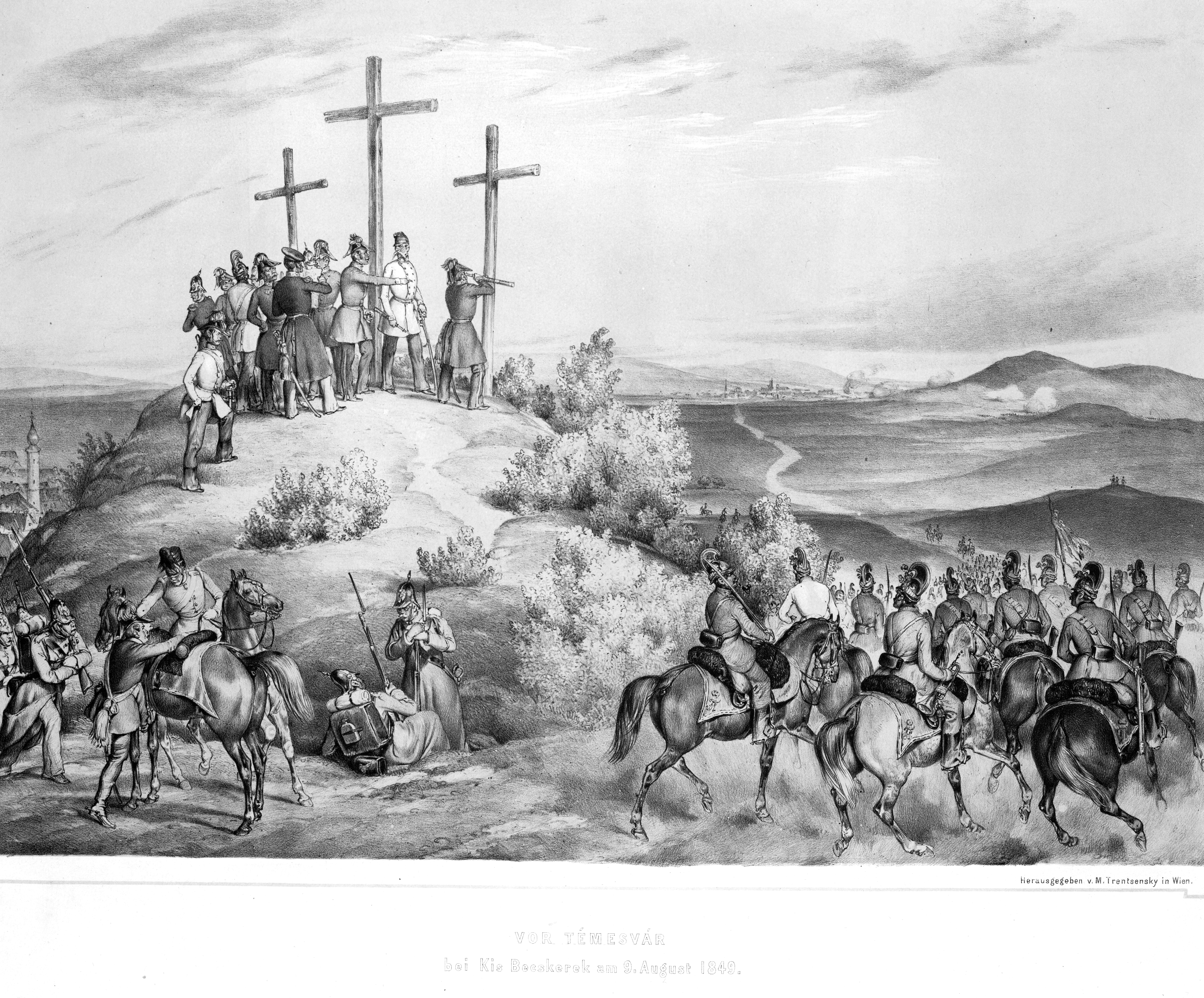
Haynau és törzskara 1849. augusztus 9-én Kis-Becskereknél

Az 1848–49-es forradalom és szabadságharc leverése után Haynau mint Magyarország teljhatalmú katonai parancsnoka vezette a lázadó magyar forradalmárok elleni megtorlást. 1849. október 6-án kivégeztette az aradi vértanúkat és ugyanezen a napon a pesti Újépület udvarán Batthyány Lajos grófot, az első független magyar kormány elnökét. Az 1849. évben végrehajtott halálos ítéletek egy aradi kivégzéssel értek véget. Október 25-én reggel 7 órakor lőtték főbe Kazinczy Lajos ezredest, aki egy északkelet-magyarországi hadosztály és az észak-erdélyi csapatok maradványainak parancsnokaként augusztus 24-25-én Zsibónál feltétel nélkül megadta magát Magnus Johann von Grotenhjelm tábornok orosz csapatainak. A későbbiekben is sok más forradalmár esett Haynau áldozatául. Százakat küldött Kufstein, Munkács, Olmütz stb. várbörtöneibe. Ezrével soroztatta be a magyar honvédeket a Habsburgok olasz és német tartományaiban állomásozó seregeibe. Haynau 1849. július 1-jén, Győr elfoglalása után kiáltványt adott ki, ebben teljhatalmú osztrák fővezérként elrendelte, hogy minden, 1848. október 3-a után elkövetett és a magyarok szabadságharcával összefüggésben álló cselekményt ki kell vizsgálnia a haditörvényszéknek.
Ő Cs. és K. Felsége folyó évi Május 30-áról szóló legfelsőbb Manifestuma által, a had– és ostromállapotban lévő Magyar és Erdély koronatartományra nézve reám ruházott kormányhatalomnál fogva, rendelem, mint következik:
[…]
4. §. Fegyver vagy lőszer eltitkolása a környülállások szerint hadtörvényi vagy rögtönitéleti biróság által tárgyaltatik.
[…]
7. §. Olly zsidóközségek, mellyek tagjai a pártütő kormány által elkobzott valamelly jószágot magokévá tesznek, a jószág visszaszolgáltatásán kívül, érzékeny pénzbeli büntetés alá esnek. Illyetén büntetéssel fenyittetik a zsidóközség azon esetben is, ha tagjai a pártütőknek kémekül szolgáltak, vagy azok ügyét bármi módon előmozditották.
Főhadiszállásomon Győrött Julius 1-jén 1849.

Báró Haynau,

táborszernagy és hadsereg főparancsnokja
A harcok befejezése után a pest-budai Lánchíd sérüléseit is kijavították, szeptember-októberben megépítették a végleges pályát, majd 1849. november 20-án Haynau, a bresciai hiéna, az olasz és a magyar szabadságmozgalmak vérbefojtója avatta fel.

### Visszahívása
Haynau különös kegyetlensége lassanként az osztrák udvar számára is kényelmetlenné vált. 1850. július 8-án Ferenc József császár visszahívta őt a Magyarországon állomásozó császári csapatok éléről, jelentős mennyiségű államkötvénnyel méltányolva véres szolgálatait. Leváltásakor parancsnoka Joseph Radetzky császári tábornagy, ekkor ezt mondta róla: „Haynau olyan, mint egy borotva: mihelyt elvégezte dolgát, tokba kell tenni”.

### Nyugállományban
Ezután Nagygécen és Kisszekeresen 200 ezer pengő forint jutalompénzén szerzett birtokán élte a békés földbirtokos életét.
Személyét Európa-szerte általános közutálat (The Hyena of Brescia, La Hyène de Brescia) övezte. Az immár végleg nyugállományba vonult hóhér és obsitos katonatiszt hírhedtségére jellemző, hogy 1850-es angliai utazása során Londonban egy munkásgyűlés két magyar résztvevője felismerte és megverte, a híradások szerint az „Ezt Aradért kapod!” felkiáltások közben.
Legelőször egy zsupp szalmát, vagy egy kötés szénát ejtettek reá a padlásról s a munkástömeg erre nagy lármával megrohanta, megdobálták árpával, mindenféle szeméttel, lim-lommal és kezdték páholni söprűkkel, stb. Mindenfelől ordította a tömeg, hogy «Down with the Austrian butcher!» (Le az osztrák mészárossal) Haynau és társai erre keresztültörtek a haragos embertömegen s kiszaladtak a gyárból, de ismét vesztökre, mert odakünn már mintegy 500 főnyire becsült csőcselék várt reá, többnyire munkások, kőszénhordók (coal-heavers), utczai gyerkőczök és még asszonyok is, kik szitkolódva káromkodva ütötték-verték, letépték kabátját a hátáról és hosszú sárga bajuszánál fogva hurczolták még végig a Bankside nevű úton, mely a Themse partján húzódik végig. A tábornok esze-veszetten futott, míg végre eljutott egy korcsmához, a George public house-hoz, melynek nyitott ajtaján át bemenekült a házba, a korcsmárosné, Mrs. Benfield, nagy ámulatára és itt elrejtőzött egy ágy alatt. Legnagyobb szerencséjére a ház ódon szerkezetű volt sok ajtóval s ezért, midőn a tömeg utána nyomult s egymásután föltörte az ajtókat, nem akadtak reá. Meg is ölték volna talán, ha a megrémült korcsmárosné nem küldött volna gyorsfutárt a rendőrségért a közeli southwarki állomáshoz, honnan rövid idő múlva Inspector Squires több rendőrrel megjelent a kik kiszabadították Haynaut kényes helyzetéből.

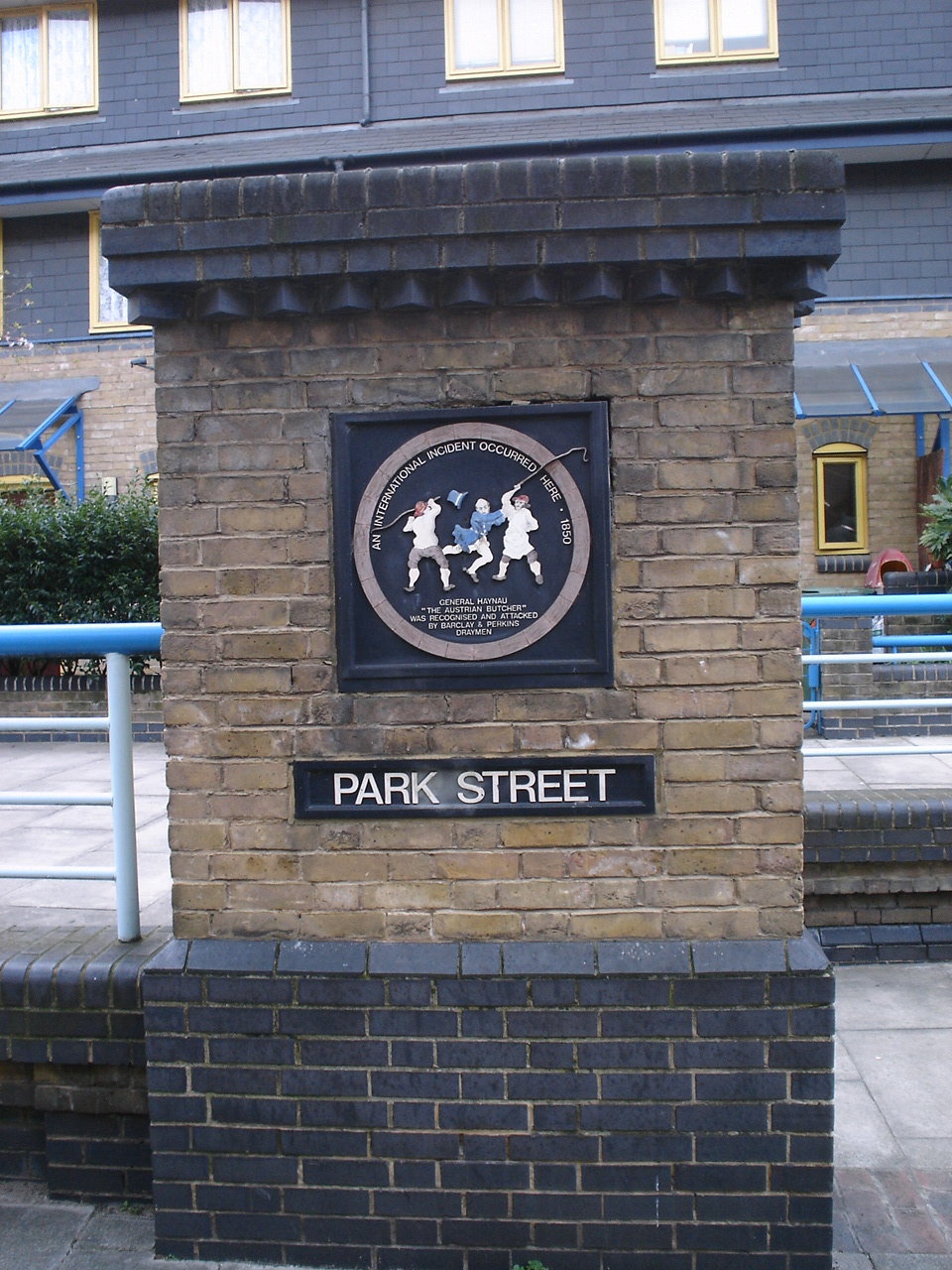
Emléktábla Londonban, azon a helyen, ahol Haynaut az „osztrák mészárost” és kísérőit megverték a sörgyári munkások

Valószínűleg német vagy osztrák munkások ismerték fel Haynaut, akit ezután a jelenlevő munkásokkal és helybéliekkel inzultáltak. Haynau már korábban is gyűlölt alakja volt az angol élclapoknak, azonban az esemény után napi szinten hoztak róla gunyoros karikatúrákat.
Haynau a botrány után azonnal elhagyta az angol fővárost, de elutazása előtt még köszönetet mondott a helyi hatóságoknak a neki nyújtott oltalomért. Állítólag Giuseppe Garibaldi egy londoni látogatása során meg akarta keresni a két elkövetőt, hogy megköszönje nekik Haynau összeverését. Éppen így járt Brüsszelben is, ahol a nők korbácsolását vetették szemére. Párizsban a kormánynak mindent el kellett követnie biztonsága megóvására, Berlinben ellenben megünnepelték. Hazatérése után Bécs császárhű vezetősége a város díszpolgárává választotta.

### Halála és annak legendája

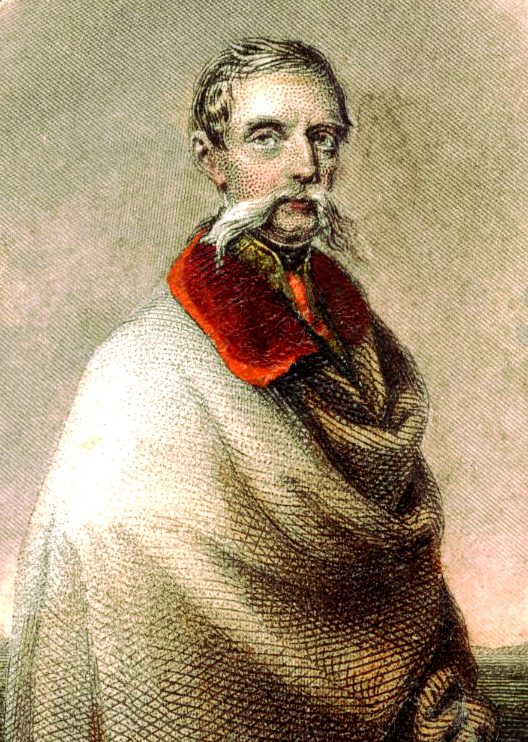
Haynau

1853. március 14-én az 1848-as vér nélküli pesti forradalom évfordulójának előestéjén hunyt el Bécsben, ahol barátaival éppen az észak-itáliai felkelés leverését ünnepelte és a halálának okát a jelenlévők agyvérzésnek vélték, hisz nem tudhatták, hogy egy fejsérülése utóhatásaként Haynau rendszeresen elveszti eszméletét. Később a halál pontos okának kiderítéséért elrendelték a holttest felboncolását, amit a koponyatető lefűrészelésével kezdtek el. Egy bécsi történet szerint az elborzadt orvosok akkor vették észre, hogy Haynau valójában él, mert a felnyitott koponyában az agyvelő még lüktetett. A történet szerint az egyik orvos elájult, míg egy másik kollégája kést vágott a boncasztalon fekvő Haynau agyába. A valóságban azonban a kiérkező orvos meg tudta állapítani a halál beálltát, és élve boncolására nem került sor.
Egy másik legenda szerint halálakor „gyorsfutárt küldtek a lányához Szatmárba, aki négy nap múlva megérkezett Bécsbe, ám addigra katonai pompával apját már eltemették. Az asszony exhumáltatta apja holttestét. S valóban neki lett igaza, a táborszernagy csak rosszul lett, és nem halt meg a bécsi vendéglőben. Nagy megdöbbenésre hason feküdt a koporsóban, körmeire rászáradt a vér.” /Tóth Béla: Mendemondák – A világtörténelem furcsaságai/
A legenda valószínűleg Antoine François Prévost abbé, francia író esetén alapul. Az abbét a Chantilly-erdőben, 1763. november 23-án, séta közben, gutaütés érte, és élettelenül találták egy fa alatt. A bíróság bűntettet sejtett, s elrendelte a holttest felboncolását. Mikor azonban a kirurgus belevágott a testbe, Prévost feljajdult, és rögtön meg is halt: a bonckés ölte meg.
1853. március 17-én temették el a grazi Szent Lénárd-temetőben (St. Leonhard) a 111-010-014 számú sírhelyen.

## Emlékezete Ausztriában
Carrarai márványból faragott életnagyságú szobrát felállították a Hadvezérek csarnokában, a bécsi Hadtörténeti Múzeumban.

## Kapcsolódó szócikk
- Aradi vértanúk

| Elődje: Ludwig von Welden | Az osztrák császári haderő főparancsnoka | Utódja: – |